# Protocyte

Protocyte

Protocyte (auch: Procyte; von altgriechisch πρῶτος prōtos ‚erster‘ sowie κύτος kýtos ‚Gefäß‘) ist die Bezeichnung für die Zellen der Prokaryoten, d. h. für eine Zelle ohne Zellkern. Zu den Prokaryoten zählen die Bakterien und Archaeen.
Im Unterschied zum Zelltyp der Eukaryoten, der Eucyte, besitzen die Protocyten keinen echten Zellkern. Die DNA befindet sich daher frei (aber dennoch hoch organisiert) im Cytoplasma (hier auch Stroma genannt), so dass statt von einem Zellkern von einem Kernäquivalent gesprochen wird. Organellen wie Mitochondrien und Plastiden fehlen.
Stattdessen sind Plasmide, Geißeln, Pili, Vesikel und eine aus Murein oder Proteinen bestehende Zellwand häufige Bestandteile der Protocyte.
Protocyten können von weniger als 1 Mikrometer bis über 100 Mikrometer messen. Meistens erreichen sie jedoch nur eine Größe von 1 bis 5 Mikrometer.
Bisher hypothetische Vorgänger der Protocyten sind die Protobionten.